# A-League 2005/2006
A-League 2005/06 var 2005/2006 års säsong av A-League som bestod av 8 lag. Detta var första säsongen med A-League som den gemensamma proffsligan i fotboll för Australien och Nya Zeeland.

## Lag, städer och arenor
| Lag                    | Delstat           | Ort       | Arena                    | Kapacitet |
| ---------------------- | ----------------- | --------- | ------------------------ | --------- |
| Adelaide United        | South Australia   | Adelaide  | Hindmarsh Stadium        | 17 000    |
| Central Coast Mariners | New South Wales   | Gosford   | Bluetongue Stadium       | 20 119    |
| Melbourne Victory      | Victoria          | Melbourne | Olympic Park Stadium     | 18 500    |
| Newcastle United Jets  | New South Wales   | Newcastle | Energy Australia Stadium | 26 164    |
| New Zealand Knights    | i.u.              | Auckland  | North Harbour Stadium    | 25 000    |
| Perth Glory            | Western Australia | Perth     | Members Equity Stadium   | 18 156    |
| Queensland Roar        | Queensland        | Brisbane  | Suncorp Stadium          | 52 500    |
| Sydney                 | New South Wales   | Sydney    | Aussie Stadium           | 42 500    |

## Försäsongsturneringar

### Kval till OFC Club Championship
I maj 2005 hölls kvalet till OFC Club Championship 2005. Alla lagen från Australien deltog, men inte New Zealand Knights. Det vanns av Sydney, vilka även sedan vann Club Championship och fick delta i Världsmästerskapet i fotboll för klubblag 2005 i Tokyo.
|  | Kvartsfinaler                 | Kvartsfinaler          |                        |       | Semifinaler | Semifinaler |  |  | Final | Final |
|  |                               |                        |                        |       |             |             |  |  |       |       |
|  |                               |                        |                        |       |             |             |  |  |       |       |
|  |                               |                        |                        |       |             |             |  |  |       |       |
|  |                               |                        |                        |       |             |             |  |  |       |       |
|  | 11 maj 2005                   |                        |                        |       |             |             |  |  |       |       |
|  |                               |                        |                        |       |             |             |  |  |       |       |
|  | Perth Glory                   | 1                      |                        |       |             |             |  |  |       |       |
|  | Perth Glory                   | 1                      | 7 maj 2005             |       |             |             |  |  |       |       |
|  |                               |                        | Sydney                 | 2     |             |             |  |  |       |       |
|  | Sydney                        | 3                      | Sydney                 | 2     |             |             |  |  |       |       |
|  | Sydney                        | 3                      | 15 maj 2005            |       |             |             |  |  |       |       |
|  | Queensland Roar               | 0                      |                        |       |             |             |  |  |       |       |
|  | Queensland Roar               | 0                      | Sydney                 | 1     |             |             |  |  |       |       |
|  | 7 maj 2005                    |                        | Sydney                 | 1     |             |             |  |  |       |       |
|  |                               | Central Coast Mariners | 0                      |       |             |             |  |  |       |       |
|  | Central Coast Mariners (str.) | Central Coast Mariners | 0                      | 0 (4) |             |             |  |  |       |       |
|  | Central Coast Mariners (str.) | 11 maj 2005            |                        | 0 (4) |             |             |  |  |       |       |
|  | Newcastle United Jets         | 0 (2)                  |                        |       |             |             |  |  |       |       |
|  | Newcastle United Jets         | 0 (2)                  | Central Coast Mariners | 4     |             |             |  |  |       |       |
|  | 7 maj 2005                    |                        | Central Coast Mariners | 4     |             |             |  |  |       |       |
|  |                               | Adelaide United        | 0                      |       |             |             |  |  |       |       |
|  | Adelaide United (str.)        | Adelaide United        | 0                      | 0 (4) |             |             |  |  |       |       |
|  | Adelaide United (str.)        |                        |                        | 0 (4) |             |             |  |  |       |       |
|  | Melbourne Victory             | 0 (1)                  |                        |       |             |             |  |  |       |       |
|  | Melbourne Victory             | 0 (1)                  |                        |       |             |             |  |  |       |       |

### Försäsongscupen
Under juli och augusti 2005 arrangerades en försäsongscup. Intresset var dock svalt då de flesta klubbarna inte ställde upp med sina bästa laguppställningar. Cupen vanns av Central Coast Mariners.

#### Gruppspel
Grupp A
| Nr | Lag                   | S | V | O | F | GM | IM | MS | P |
| -- | --------------------- | - | - | - | - | -- | -- | -- | - |
| 1  | Melbourne Victory     | 3 | 1 | 2 | 0 | 2  | 1  | +1 | 5 |
| 2  | Perth Glory           | 3 | 1 | 1 | 1 | 4  | 4  | 0  | 4 |
| 3  | Adelaide United       | 3 | 0 | 3 | 0 | 3  | 3  | 0  | 3 |
| 4  | Newcastle United Jets | 3 | 0 | 2 | 1 | 3  | 4  | −1 | 2 |

| Hemma \ Borta         | ADE | MVC | NEW | PER |
| Adelaide United       | —   | —   | 1–1 | 2–2 |
| Melbourne Victory     | 0–0 | —   | —   | 1–0 |
| Newcastle United Jets | —   | 1–1 | —   | —   |
| Perth Glory           | —   | —   | 2–1 | —   |

Grupp B
| Nr | Lag                    | S | V | O | F | GM | IM | MS | P |
| -- | ---------------------- | - | - | - | - | -- | -- | -- | - |
| 1  | Sydney                 | 3 | 2 | 1 | 0 | 5  | 1  | +4 | 7 |
| 2  | Central Coast Mariners | 3 | 2 | 0 | 1 | 4  | 3  | +1 | 6 |
| 3  | Queensland Roar        | 3 | 1 | 1 | 1 | 6  | 3  | +3 | 4 |
| 4  | New Zealand Knights    | 3 | 0 | 0 | 3 | 1  | 9  | −8 | 0 |

| Hemma \ Borta          | CCM | NZK | QUE | SYD |
| Central Coast Mariners | —   | —   | 3–1 | 0–2 |
| New Zealand Knights    | 0–1 | —   | 0–5 | —   |
| Queensland Roar        | —   | —   | —   | 0–0 |
| Sydney                 | —   | 3–1 | —   | —   |

#### Slutspel
|  | Semifinaler            | Semifinaler |   |  | Final                  | Final |  |
|  |                        |             |   |  |                        |       |  |
|  |                        |             |   |  |                        |       |  |
|  | Melbourne Victory      | 1           |   |  |                        |       |  |
|  | Central Coast Mariners | 3           |   |  |                        |       |  |
|  |                        |             |   |  |                        |       |  |
|  |                        |             |   |  |                        |       |  |
|  |                        |             |   |  | Central Coast Mariners | 1     |  |
|  |                        | Perth Glory | 0 |  |                        |       |  |
|  |                        |             |   |  |                        |       |  |
|  |                        |             |   |  |                        |       |  |
|  |                        |             |   |  |                        |       |  |
|  |                        |             |   |  |                        |       |  |
|  | Sydney                 | 0           |   |  |                        |       |  |
|  | Perth Glory            | 1           |   |  |                        |       |  |

## Grundserien

### Poängtabell
| Nr | Lag                    | S  | V  | O | F  | GM | IM | MS  | P  |
| -- | ---------------------- | -- | -- | - | -- | -- | -- | --- | -- |
| 1  | Adelaide United        | 21 | 13 | 4 | 4  | 35 | 25 | +10 | 43 |
| 2  | Sydney                 | 21 | 10 | 6 | 5  | 35 | 28 | +7  | 36 |
| 3  | Central Coast Mariners | 21 | 8  | 8 | 5  | 33 | 28 | +5  | 32 |
| 4  | Newcastle United Jets  | 21 | 9  | 4 | 8  | 27 | 29 | −2  | 31 |
| 5  | Perth Glory            | 21 | 8  | 5 | 8  | 34 | 29 | +5  | 29 |
| 6  | Queensland Roar        | 21 | 7  | 7 | 7  | 27 | 22 | +5  | 28 |
| 7  | Melbourne Victory      | 21 | 7  | 5 | 9  | 26 | 24 | +2  | 26 |
| 8  | New Zealand Knights    | 21 | 1  | 3 | 17 | 15 | 47 | −32 | 6  |

### Resultattabell
| Hemma \ Borta          | ADE | CCM | MVC | NZK | NEW | PER | QUE | SYD | ADE | CCM | MVC | NZK | NEW | PER | QUE | SYD |
| ---------------------- | --- | --- | --- | --- | --- | --- | --- | --- | --- | --- | --- | --- | --- | --- | --- | --- |
| Adelaide United        |     | 1–1 | 1–0 | 1–0 | 2–4 | 2–4 | 0–0 | 3–2 |     | 1–1 | 1–0 |     |     |     | 4–2 |     |
| Central Coast Mariners | 1–2 |     | 1–2 | 0–2 | 1–1 | 4–0 | 2–2 | 1–5 |     |     | 3–1 | 1–0 | 4–1 |     |     |     |
| Melbourne Victory      | 0–1 | 0–2 |     | 3–0 | 1–0 | 2–2 | 0–1 | 5–0 |     |     |     | 2–1 | 0–0 | 2–2 |     |     |
| New Zealand Knights    | 1–2 | 1–2 | 2–3 |     | 2–4 | 0–1 | 0–2 | 1–3 | 1–1 |     |     |     |     | 1–4 |     | 2–2 |
| Newcastle United Jets  | 0–1 | 1–0 | 1–0 | 4–0 |     | 1–5 | 0–1 | 2–1 | 1–2 |     |     | 3–0 |     | 1–3 | 0–5 |     |
| Perth Glory            | 1–2 | 0–1 | 2–1 | 3–0 | 0–1 |     | 2–1 | 1–2 | 1–2 | 2–2 |     |     |     |     | 0–2 | 1–2 |
| Queensland Roar        | 1–2 | 1–1 | 1–1 | 2–0 | 0–1 | 0–0 |     | 1–3 |     | 2–2 | 0–1 | 1–1 |     |     |     | 2–1 |
| Sydney                 | 2–1 | 2–3 | 1–1 | 2–0 | 1–1 | 0–0 | 1–0 |     | 2–1 | 1–1 | 2–1 |     | 0–0 |     |     |     |

## Slutspel

### Slutspelsträd
|  | Semifinaler | Semifinaler            | Semifinaler        | Semifinaler        |  |   | Inledande final        | Inledande final | Inledande final |   |                        | Final | Final  | Final |
|  |             |                        | L1                 | L2                 |  |   |                        |                 |                 |   |                        |       |        |       |
|  |             | 12 och 19 februari     |                    |                    |  |   |                        |                 |                 |   |                        |       |        |       |
|  | 1           | Adelaide United        | 2                  | 1                  |  |   |                        |                 |                 |   |                        |       | 5 mars |       |
|  | 2           | Sydney                 | 2                  | 2                  |  |   |                        | 26 februari     |                 |   |                        | 2     | Sydney | 1     |
|  |             |                        |                    |                    |  | 1 | Adelaide United        | 0               |                 | 3 | Central Coast Mariners | 0     |        |       |
|  |             | 10 och 17 februari     | 10 och 17 februari | 10 och 17 februari |  | 3 | Central Coast Mariners | 1               |                 |   |                        |       |        |       |
|  | 3           | Central Coast Mariners | 1                  | 1                  |  |   |                        |                 |                 |   |                        |       |        |       |
|  | 4           | Newcastle United Jets  | 0                  | 1                  |  |   |                        |                 |                 |   |                        |       |        |       |

### Semifinaler
Major
|                 | 12 februari 2006 | Adelaide United                   | 2 – 2           | Sydney                              | Hindmarsh Stadium                                               |                                                                 |
| 17:00 UTC+10:30 | 17:00 UTC+10:30  | Travis Dodd 31′ Fernando Rech 34′ | (2 – 2) Rapport | 9′ Steve Corica 39′ Sasho Petrovski | Adelaide, South Australia Publik: 15 104 Domare: Matthew Breeze | Adelaide, South Australia Publik: 15 104 Domare: Matthew Breeze |
| 17:00 UTC+10:30 | 17:00 UTC+10:30  |                                   |                 |                                     | Adelaide, South Australia Publik: 15 104 Domare: Matthew Breeze | Adelaide, South Australia Publik: 15 104 Domare: Matthew Breeze |
| 17:00 UTC+10:30 | 17:00 UTC+10:30  |                                   |                 |                                     | Adelaide, South Australia Publik: 15 104 Domare: Matthew Breeze | Adelaide, South Australia Publik: 15 104 Domare: Matthew Breeze |

|              | 19 februari 2006 | Sydney                             | 2 – 1           | Adelaide United  | Aussie Stadium                                             |                                                            |
| 17:00 UTC+11 | 17:00 UTC+11     | Sasho Petrovski 29′ Mark Rudan 76′ | (1 – 0) Rapport | 60′ Qu Shengqing | Sydney, New South Wales Publik: 30 377 Domare: Mark Shield | Sydney, New South Wales Publik: 30 377 Domare: Mark Shield |
| 17:00 UTC+11 | 17:00 UTC+11     |                                    |                 |                  | Sydney, New South Wales Publik: 30 377 Domare: Mark Shield | Sydney, New South Wales Publik: 30 377 Domare: Mark Shield |
| 17:00 UTC+11 | 17:00 UTC+11     |                                    |                 |                  | Sydney, New South Wales Publik: 30 377 Domare: Mark Shield | Sydney, New South Wales Publik: 30 377 Domare: Mark Shield |

Sydney avancerade till final, Adelaide United gick till den inledande finalen.
Minor
|              | 10 februari 2006 | Newcastle United Jets | 0 – 1           | Central Coast Mariners | EnergyAustralia Stadium                                        |                                                                |
| 20:00 UTC+11 | 20:00 UTC+11     |                       | (0 – 0) Rapport | 76′ Matthew Osman      | Newcastle, New South Wales Publik: 10 236 Domare: Ben Williams | Newcastle, New South Wales Publik: 10 236 Domare: Ben Williams |
| 20:00 UTC+11 | 20:00 UTC+11     |                       |                 |                        | Newcastle, New South Wales Publik: 10 236 Domare: Ben Williams | Newcastle, New South Wales Publik: 10 236 Domare: Ben Williams |
| 20:00 UTC+11 | 20:00 UTC+11     |                       |                 |                        | Newcastle, New South Wales Publik: 10 236 Domare: Ben Williams | Newcastle, New South Wales Publik: 10 236 Domare: Ben Williams |

|              | 17 februari 2006 | Central Coast Mariners | 1 – 1           | Newcastle United Jets | Bluetongue Stadium                                             |                                                                |
| 20:00 UTC+11 | 20:00 UTC+11     | Dean Heffernan 79′     | (0 – 1) Rapport | 28′ Matt Thompson     | Gosford, New South Wales Publik: 17 429 Domare: Simon Przydacz | Gosford, New South Wales Publik: 17 429 Domare: Simon Przydacz |
| 20:00 UTC+11 | 20:00 UTC+11     |                        |                 |                       | Gosford, New South Wales Publik: 17 429 Domare: Simon Przydacz | Gosford, New South Wales Publik: 17 429 Domare: Simon Przydacz |
| 20:00 UTC+11 | 20:00 UTC+11     |                        |                 |                       | Gosford, New South Wales Publik: 17 429 Domare: Simon Przydacz | Gosford, New South Wales Publik: 17 429 Domare: Simon Przydacz |

Central Coast Mariners avancerade till den inledande finalen.

### Inledande final
|                 | 26 februari 2006 | Adelaide United | 0 – 1           | Central Coast Mariners | Hindmarsh Stadium                                               |                                                                 |
| 17:00 UTC+10:30 | 17:00 UTC+10:30  |                 | (0 – 1) Rapport | 7′ Tom Pondeljak       | Adelaide, South Australia Publik: 11 405 Domare: Matthew Breeze | Adelaide, South Australia Publik: 11 405 Domare: Matthew Breeze |
| 17:00 UTC+10:30 | 17:00 UTC+10:30  |                 |                 |                        | Adelaide, South Australia Publik: 11 405 Domare: Matthew Breeze | Adelaide, South Australia Publik: 11 405 Domare: Matthew Breeze |
| 17:00 UTC+10:30 | 17:00 UTC+10:30  |                 |                 |                        | Adelaide, South Australia Publik: 11 405 Domare: Matthew Breeze | Adelaide, South Australia Publik: 11 405 Domare: Matthew Breeze |

Central Coast Mariners avancerade till final.

### Grand Final
|              | 5 mars 2006  | Sydney           | 1 – 0           | Central Coast Mariners | Aussie Stadium                                             |                                                            |
| 17:00 UTC+11 | 17:00 UTC+11 | Steve Corica 62′ | (0 – 0) Rapport |                        | Sydney, New South Wales Publik: 41 689 Domare: Mark Shield | Sydney, New South Wales Publik: 41 689 Domare: Mark Shield |
| 17:00 UTC+11 | 17:00 UTC+11 |                  |                 |                        | Sydney, New South Wales Publik: 41 689 Domare: Mark Shield | Sydney, New South Wales Publik: 41 689 Domare: Mark Shield |
| 17:00 UTC+11 | 17:00 UTC+11 |                  |                 |                        | Sydney, New South Wales Publik: 41 689 Domare: Mark Shield | Sydney, New South Wales Publik: 41 689 Domare: Mark Shield |

## Statistik

### Skytteligan
| Rank | Spelare           | Lag                    | Mål |
| ---- | ----------------- | ---------------------- | --- |
| 1    | Sasho Petrovski   | Sydney                 | 9   |
| 2    | Alex Brosque      | Queensland Roar        | 8   |
| 2    | Bobby Despotovski | Perth Glory            | 8   |
| 2    | Dean Heffernan    | Central Coast Mariners | 8   |
| 2    | Stewart Petrie    | Central Coast Mariners | 8   |
| 2    | Archie Thompson   | Melbourne Victory      | 8   |
| 7    | Ante Milicic      | Newcastle United Jets  | 7   |
| 7    | Damian Mori       | Perth Glory            | 7   |
| 7    | Shengqing Qu      | Adelaide United        | 7   |
| 7    | Fernando Rech     | Adelaide United        | 7   |
| 7    | Carl Veart        | Adelaide United        | 7   |
| 7    | Dwight Yorke      | Sydney                 | 7   |

### Publiksiffror
Tabellen nedan listar de 5 högsta publiksiffrorna under säsongen.
| Publiksiffra | Omgång      | Datum             | Hemmalag        | Resultat | Bortalag               |
| ------------ | ----------- | ----------------- | --------------- | -------- | ---------------------- |
| 41 689       | Grand Final | 5 mars 2006       | Sydney          | 1–0      | Central Coast Mariners |
| 30 377       | MASF, M2    | 19 februari 2006  | Sydney          | 2–1      | Adelaide United        |
| 25 557       | 21          | 3 februari 2006   | Sydney          | 2–1      | Adelaide United        |
| 25 208       | 1           | 28 augusti 2005   | Sydney          | 1–1      | Melbourne Victory      |
| 23 142       | 5           | 23 september 2005 | Queensland Roar | 1–3      | Sydney                 |